# David Funderburk
David Britton Funderburk (n. 28 aprilie 1944, Langley Air Force Base⁠(d), Virginia, SUA) este un diplomat și politician american. A îndeplinit misiunea de ambasador al SUA în România din 1981 până în 1985.

## Distincții
Președintele Emil Constantinescu i-a conferit în anul 1999 Ordinul Steaua României în grad de comandor.

## Scrieri
- Politica Marii Britanii față de România (1938–1940), Ed. Științifică și Enciclopedică, București, 1983;
- Pinstripes and Reds: An American Ambassador Caught Between the State Department and the Romanian Communists 1981–1985, Selous Foundation Press, 1987;
- Un ambasador american între Departamentul de Stat și clanul Ceaușescu (1981–1985), München, 1989;
- Un ambasador american între Departamentul de Stat și dictatura comunistă din România (1981–1985), traducere de Betty Funderburk, Constanța, 1994.

## Articole
- Baptists in Rumania since World War 1, în: The Baptist Quarterly 24 (1971).